# Tubaria pseudoconspersa
Tubaria pseudoconspersa är en svampart som beskrevs av Romagn. 1943. Tubaria pseudoconspersa ingår i släktet Tubaria och familjen Inocybaceae.   Inga underarter finns listade i Catalogue of Life.